# Биндон, Тайлер
Тайлер Грант Биндон (англ. Tyler Grant Bindon; род. 27 января 2005, Окленд) — новозеландский футболист, защитник клуба «Ноттингем Форест» и сборной Новой Зеландии. Выступает на правах аренды за клуб «Шеффилд Юнайтед». Участник Олимпийских игр 2024 в Париже.

## Клубная карьера
Биндон — воспитанник клубов «Ист Кост Бэйс» и американского «Лос-Анджелес». Летом 2023 года игрок подписал двухлетний контракт с английским «Редингом». 15 августа в матче против «Челтнем Таун» он дебютировал в Первой лиге Англии. 7 октября в поединке против «Лейтон Ориент» Тайлер забил свой первый гол за «Рединг».

## Международная карьера
В 2024 году Биндон в составе олимпийской сборной поехал на Олимпийские игры в Париже. На турнире он сыграл в матчах против команд Гвинеи, США и Франции.
17 октября 2023 года в товарищеском матче против сборной Австралии Биндон дебютировал за сборную Новой Зеландии.
В 2024 году Биндон был включён в заявку олимпийской сборной Новой Зеландии на участие в Олимпийских играх в Париже. На турнире он сыграл в матчах против команд Гвинеи, США и Франции.